# أورنا باربيفاي
أورنا باربيفاي (مواليد 5 سبتمبر 1962) هي سياسية إسرائيلية عضوة في ائتلاف أزرق أبيض تشغل حالياً منصب وزيرة الاقتصاد.